# 고든 베넷 컵

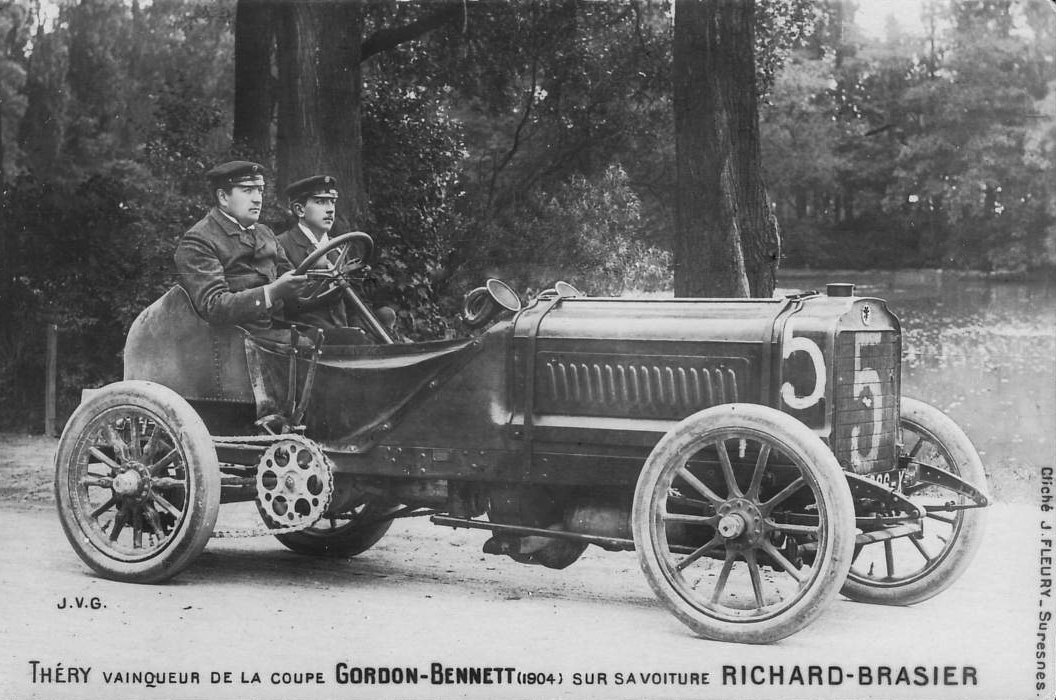
Théry: 1904, 1905년 승자

고든 베넷 컵 자동차 경주(Gordon Bennett Cup in auto racing)는 뉴욕 헤럴드의 백만장자인 제임스 고든 베넷 주니어(James Gordon Bennett, Jr.)가 설립한 세 개의 스포츠 대회 중 하나이다. 이 대회는 프랑스 자동차 클럽(프랑스어: Automobile Club de France, ACF)이 1900년 라 샤르트 경주장(프랑스어: Circuit de la Sarthe)에서 처음 개최했고, 이후 1905년까지 총 6회만이 개최되었었다.
고든 베넷 컵 자동차 경주 대회는 도시간 경주의 하나로 6회만이 치러진 대회였지만, 역사적으로 볼 때 진정한 의미의 자동차 경주 시리즈였다. 고든 베넷 컵은 현재 국제 자동차 연맹(FIA) 본부에서 보관하고 있다.